# 法務局 (マカオ)
法務局（ほうむきょく、ポルトガル語: Direcção dos Serviços de Assuntos de Justiça; DSAJ）は、マカオ特別行政区の行政部門の一つ。行政法務司が管轄する部局である。前身は司法事務司である。

## 職務
法務局の主たる職務は、次の通りである。
- 法務政策の策定を支援し、マカオ特別行政区の法制度整備に関する研究および勧告を行う。
- 中央集権的で統一的な立法業務の遂行、立法計画の策定の支援、およびそれらの執行について監督する。
- 行政長官および政府の権限に関する法案の起草や、ガイドライン文書その他の出版物「マカオ特別行政区公報」等の文書作成を支援する。
- 法律の翻訳事務に統一性を持たせるため、研究や議事を取り纏めし、法律用語や技術用語を統一するための検討や勧告を行う。
- 国際的な法律事務や地域をまたがる法律事務を行い、司法に関する支援や法律技術の援助を提供する。
- マカオ特別行政区の法律の周知活動を促進、進行する。
- 大学、専門学校、研究機関、その他の団体の相互協力を推奨する。
- 登記および公証事務を調整し、登記および公証機関を監察し、民間公証人の業務について監視および技術指導を行い、関連する規約を制定する。
- 登記および公証機関についての行政管理および財政管理について責任を負う。
- 任意仲裁機関の設立および存在について適法性を監察する。
- 法律改革諮問委員会、法律司法訓練センター、司法援助委員会、法務公庫、交渉登記委員会、暴力被害者補償委員会、その他の機関に対し、技術提供や行政的援助を行う。
- 法務人事データベースの管理
- 法律で定められたその他の職務を遂行する。
- 上長の指示に従い、職責の範囲内でその他の職務を遂行する。

## 組織法規
- 第36/2000号行政法規（2000年10月23日《マカオ特別行政区公報》）法務局の組織および運営（廃止）。
- 第26/2015号行政法規（2015年12月30日《マカオ特別行政区公報》）法務局の組織および運営。

## 機構
- 機関
  - 長：局長（1名）、副局長（3名）
  - 登記および公証委員会
- 下部機関：
  - 法制研究および立法統籌庁
    - 法制研究処
    - 立法統籌処

  - 法律草擬庁
    - 法規草擬一処
    - 法規草擬二処

  - 法律翻訳庁
  - 国際および区際法律事務庁
    - 条約処
    - 国際および区際関係事務所

  - 法律推広および公共関係庁
    - 法律推広処
    - 公共関係処

  - 登記および公証事務庁
  - 技術輔助庁
  - 行政および財政管理庁
    - 人力資源処
    - 財政および財産処

  - 資訊技術処
- 法務公庫
- 登記および公証機関
  - 民事登記局
  - 物業登記局
  - 商業および動産登記局
  - 第一公証署
  - 第二公証署
  - 海島公証署

## 管轄機関

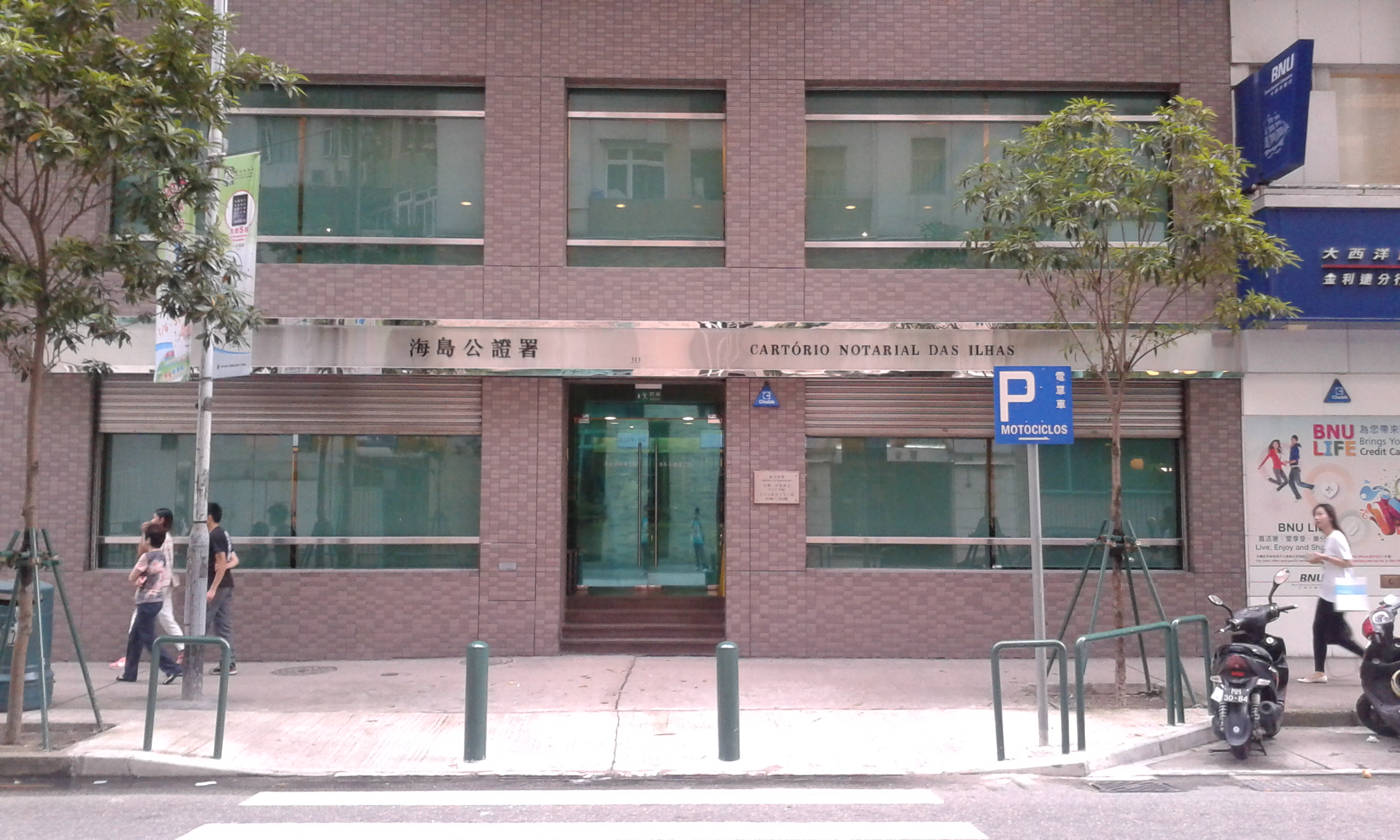
海島公証署

| 機関名称             | 所在地                                       |
| -------------------- | -------------------------------------------- |
| 第一公証署           | マカオ黒沙環新街52号 政府総合サービスビル2階 |
| 第二公証署           | マカオ水坑尾街162号 公共行政ビル3階          |
| 海島公証署           | タイパ布拉干薩街313号 金利達ガーデン地下     |
| 民事登記局           | マカオ水坑尾街162号 公共行政ビル2階          |
| 物業登記局           | マカオ水坑尾街162号 公共行政ビル2階          |
| 商業および動産登記局 | マカオ水坑尾街162号 公共行政ビル1階          |

## 一部職務の移管
2016年1月1日、一部の職務が下記の通り再編成された。
- 社会工作局の再編成に伴い、社会復帰に関する職務が法務局から移管された。
- 法務局の管轄であった少年感化院がマカオ刑務所と合併し、名称が懲教管理局に改められた。これに伴い、少年感化院は庁レベルの部門となった。
- 法務局は法律改革及び国際法事務局と合併し、「法務局」の名称が維持された。